# Róisín Murphy
Róisín Marie Murphy (født 5. juli 1973) er en irsk sanger og tidligere medlem af duoen Moloko. Hun valgte sidenhen en solokarriere og udgav sit første soloalbum, Ruby Blue i 2005.

## Singler
- "Overpowered" (2007)
- "Let Me Know" (2007)
- "You Know Me Better" (2008)